# Panama na Letnich Igrzyskach Olimpijskich 1992
Panamę na Letnich Igrzyskach Olimpijskich 1996 reprezentowało pięciu zawodników (sami mężczyźni). Był to 11 start reprezentacji Panamy na letnich igrzyskach olimpijskich.

## Skład kadry

### Lekkoatletyka
Mężczyźni
- Florencio Aguilar - bieg na 100 m - odpadł w eliminacjach,

### Pływanie
Mężczyźni
- Ricardo Torres

100 m stylem klasycznym - 41. miejsce,
200 m stylem klasycznym - 34. miejsce,
200 m stylem zmiennym - 41. miejsce,

### Podnoszenie ciężarów
Mężczyźni
- Matilde Ceballos - waga do 60 kg - 27. miejsce,

### Zapasy
Mężczyźni
- Ramón Meña - styl klasyczny waga do 52 kg - odpadł w eliminacjach,
- Luis Sandoval - styl klasyczny waga do 100 kg - odpadł w eliminacjach,